# HD 171619
HD 171619 es una estrella de magnitud 8, en la constelación de Lyra, aproximadamente a 1108 años luz de la Tierra. Es una estrella naranja de tipo espectral K2, lo que significa que la temperatura de su superficie se encuentra entre 3500 y 5000 K. Se encuentra a cincuenta minutos de arco de la estrella Vega.